# نادي كاسا بيا
نادي كاسا بيا الرياضي (بالبرتغالية: Casa Pia Atlético Clube) هو نادٍ محترف لكرة القدم تأسس عام 1920 ومقره في لشبونة بالبرتغال ، وينافس في ليغا برو. تم تسمية النادي باسم كاسا بيا، وهي جمعية خيرية برتغالية للأطفال، والعديد من الرياضيين التابعين لها ينتمون إلى تلك المؤسسة. ملعب كرة القدم هو ملعب بينا مانيك، مؤسس الجمعية الخيرية للأطفال.